# Антун Вранчич
Кардинал Антун Вранчич, Антал Веранчіч, Веранцио (хорв. Antun Vrančić, італ. Antonio Veranzio, угор. Verancsics Antal, лат. Antonius Verantius) (29 травня 1504 року — 15 червня 1573 року) — угорський єпископ, письменник, історик і дипломат хорватського походження. У 1569—1573 роках був архієпископом Естергома. Дядько вченого і гуманіста Фауста Вранчича.

## Біографія
Антун Вранчич народився в далмаційському Шибенику, який в XVI столітті входив до складу Венеційської республіки. За деякими даними сім'я Вранчича переїхала в Шибеник з території сучасної Боснії і Герцеговини, рятуючись від турецького нашестя. Вранчичі були у родинних стосунках з деякими знатними хорватськими будинками, зокрема їх родичем був Петар Беріславіч, бан Хорватії в 1513—1520 роках, важлива особа в житті юного Антуна, зокрема його освіті. Після навчання в Падуї, Відні і Кракові Вранчич в 26-річному віці вступив на дипломатичну службу до короля Угорщини Яноша Запольє, після його смерті служив королеві-регентші Ізабеллі Ягеллонці. З дипломатичними дорученнями відвідував Польщу, Італію, Францію, Англію; за дорученнями імператорів Фердинанда I і Максиміліана II двічі їздив до Стамбула в 1553 та 1567 роках. Метою обох поїздок була підготовка мирного договору між державою Габсбургів і Османською імперією.
Паралельно розвивалася і церковна кар'єра Вранчича, в 1554 він був висвячений в єпископи і став єпископом міста Печ, в 1560 році зайняв Егерську кафедру, а в 1569 році досяг вищого поста в угорській церковної ієрархії, ставши архієпископом Естергома і примасом Угорщини. Також очолив Раду Угорського королівства. Був ініціатором появи на прапорах земель угорської корони також їх гербів, що стало вперше в історії Угорського королівства. Це факт стався під час церемонії коронації ерцгерцога Рудольфа в Пожоні 1572 року.
У 1573 році папа Григорій XIII призначив Вранчича кардиналом, але той помер буквально через кілька днів після призначення. Похований у церкві Святого Миколая в Трнаві.

## Спадщина
Вранчич був одним з найосвіченіших людей свого часу, володів безліччю мов, включаючи турецьку, листувався з Еразмом Роттердамським і Філіпом Меланхтоном. Він переклав з турецької на латинь анонімну турецьку хроніку часів Баязида II. Власні історичні праці Вранчича присвячені угорсько-турецьким відносинам і боротьбі Яноша Запольї з Фердинандом Габсбургом. Збереглося близько 4000 його листів, які служать важливим джерелом з історії XVI століття. Вранчич — автор ряду ліричних віршів і філософських трактатів. Писав латинською мовою. Повне зібрання його творів у 12 томах було видано угорською Академією.